# Hegedűs Tamás (politikus)
Hegedűs Tamás (Baja, 1968. október 21. –) tanár, közgazdász, gazdasági szakértő, politikus, 2010-2014 között a Jobbik országgyűlési képviselője.

## Életrajza
1987-ben érettségizett a keszthelyi Vajda János Gimnáziumban. Egyetemi tanulmányait a pécsi orvostudományi egyetemen kezdte 1988-ban, de a természettudományi kar matematika-fizika szakán végezte, ahol 1995-ben szerzett tanári diplomát. Ezalatt párhuzamos képzési formában elkezdte közgazdasági tanulmányait. Közgazdász diplomáját 1998-ban szerezte meg. Egyetemi szakdolgozatának témája a rendszerváltozás társadalmi és gazdasági folyamatainak áttekintő elemzése volt.
1989-től 1994-ig az SZDSZ tagja volt. 1998-ban a Miniszterelnöki Hivatalban létrejött Stratégiai Elemző Központ munkatársa lett, mint társadalom- és gazdaságpolitikai elemző. 2000-től főosztályvezetőként a miniszteri kabinet Gazdasági és Társadalmi Kutatások Titkárságát vezette, ahol feladata elsősorban a kormányzati döntés-előkészítésben való részvétel volt. Munkája elismeréseként 2002. március 15-én átvehette a Batthyány Lajos-díjat, a kancellárián adható legmagasabb szakmai kitüntetést.
A 2002-es választás után elhagyta a közszférát, és a Matávnál helyezkedett el, mint nagykereskedelmi ügyfélkapcsolati menedzser. 2004-től a KPMG Tanácsadó Kft. senior tanácsadójaként, majd 2007-től menedzsereként dolgozott. Munkaviszonya 2009 novemberében szűnt meg, miután az összeférhetetlennek bizonyult tervezett képviselő-jelölti szerepvállalásával.
1998 és 2004 között gyakran szerepelt írásaival a sajtóban. Rendszeres szerzője volt a Magyar Nemzetnek, de publikált a Napi Magyarországban és a Heti Válaszban is, de egy vitacikkel megjelent még a Népszabadságban is. Részt vett különböző televíziós vitaműsorokban, kerekasztal-beszélgetéseken, és szakmai kommentátorként szerepelt a Hír TV-ben, az Info Rádióban és a Vasárnapi Újságban. Írásai jelentek meg több olyan könyvben, amelyben ismert jobboldali értelmiségiek, szakemberek tették közzé gondolataikat (pl.: Jobbközéparányok, Magyar Szemle válogatás, Visegrádi Disputa II, stb.)
A Jobbik Magyarországért Mozgalom munkáját sokáig párton kívüli szakértőként segítette, elsősorban a gazdasági kabineten keresztül. Vona Gábor elnöksége óta alkalmi jellegű, konkrét ügyekhez kapcsolódó személyes tanácsadáson kívül részt vett a Bethlen Gábor Program írásában, később az elnök mellett működő Stratégiai Tanács munkájában.
A 2010-es választási kampányban a gazdasági program társszerzőjeként és szerkesztőjeként, majd a teljes választási program egyik szerkesztőjeként dolgozott. 
A választáson a Jobbik országos listájának 17. helyéről szerzett mandátumot. A Gazdasági és informatikai bizottság tagja, majd alelnöke, valamint az Egészségügyi bizottság tagja volt. 2010-14 között 87 parlamenti felszólalása volt, 25 önálló és 15 nem önálló indítványt nyújtott be. 2010-2012 között a Jobbik képviselőcsoport frakcióvezető helyettese volt.
Ő volt a török–turáni kapcsolatok felelőse a Jobbikban, egyben az Interparlamentáris Unió magyar–török tagozatának elnöki tisztét is betöltötte.
2014 májusában kilépett a Jobbikból, és bejelentette, hogy a jövőben nem kíván pártpolitikai tevékenységet folytatni.

## Magánélete
1988 és 1998 között a Hit Gyülekezete pécsi gyülekezetének tagja volt, feleségét is ott ismerte meg. Két fiúgyermekük született, mielőtt elváltak.

## Külső hivatkozások
- Adatai a Parlament honlapján